# Amy Amatangelo
Amy Amatangelo es una crítica de televisión tanto para televisión en línea y la guía de películas ZAP2it, así como para The Boston Herlad y The Washington Post. También es directora de recursos para una corporación sin ánimo de lucro.

## Educación
Amatangelo se graduó en la College of the Holy Cross en 1991.

## Carrera de crítica de televisión
En 1997, Amatangelo seguía un nuevo sitio en línea, Digital City Boston, el cual tenía un crítico de televisión y cine llamado "TV Guy". Ella escribió al editor y sugirió que el sitio debería tener también un "TV Gal", y el editor aceptí, otorgándole a ella el nuevo puesto. Se convirtió en TV Gal, primero manteniendo el blog semanalmente. El 18 de septiembre de 2007, el blog empezó a aparecer tres veces por semana. Eventalmente ella mudó el blog a Zap2it.com, donde continuó durante diez años. Durante esta época, también contribuyó a The Boston Herald, incluyendo una columna ("Watch This") la cual aparecía en el suplemento de los domingos del periódico durante siete años. También contribuyó a The Washington Post, así como Channel Guide, Celebuzz, y Emmy magazine. 
Amatangelo es miembro de la Television Critics Association, y ha aparecido en programas de radio y televisión discutiendo la programación televisiva.
En ZAP2it, es conocida como Amy the TV Gal.